# Judith Sargent Murray

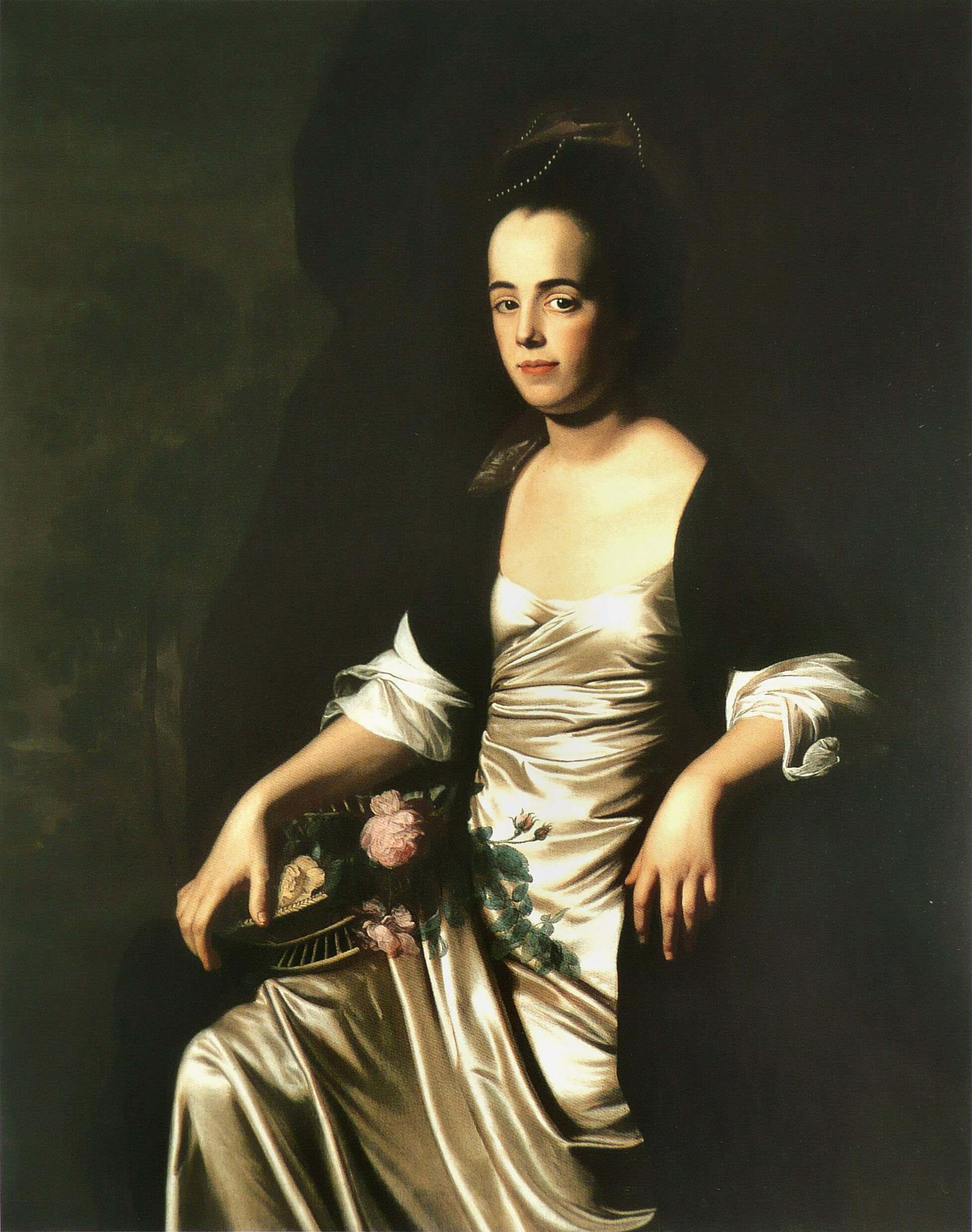
Porträt von Judith Sargent Stevens, John Singleton Copley, 1770–1772

Judith Sargent Stevens Murray (* 1. Mai 1751 in Gloucester, Massachusetts; † 9. Juni 1820 in Natchez, Mississippi) war eine frühe US-amerikanische Autorin und Frauenrechtlerin. Sie war eine der ersten amerikanischen Verfechterinnen der Idee der Gleichheit der Geschlechter, dass Frauen wie Männer die Fähigkeit zu intellektueller Leistung haben und in der Lage sein sollten, wirtschaftliche Unabhängigkeit zu erlangen. Neben vielen anderen einflussreichen Werken ebnete ihr Essay On the Equality of the Sexes den Weg für neue Gedanken und Ideen, die von anderen feministischen Autorinnen des Jahrhunderts weiter entwickelt wurden.

## Leben
Judith Sargent wurde als erstes von acht Kindern von Winthrop Sargent und Judith Saunders in eine wohlhabende, schiffsbesitzende Kaufmannsfamilie geboren. Die Familie Sargent galt als kultiviert, politisch bewusst und bürgerlich aktiv. Die Sargent-Kinder wurden in der Congregational First Parish Church erzogen. In den 1770er Jahren konvertierte die Familie zum Universalismus und half dabei, in Gloucester die erste universalistische Kirche zu gründen und zu finanzieren, mit John Murray als erstem Pastor.
Sargents Eltern waren in der Lage, ihr und ihren Geschwistern eine erstklassige Ausbildung zu ermöglichen. Für eine Frau in dieser Zeit war ihre Ausbildung ungewöhnlich gründlich. Sargent teilte sich einen Tutor (Pfarrer John Rogers) mit ihrem zwei Jahre jüngeren Bruder Winthrop, als dieser sich auf den Eintritt ins Harvard College vorbereitete. Doch trotz John Rogers’ Nachhilfeunterricht gab es für sie nur wenige Möglichkeiten, eine formale Ausbildung zu erhalten, die über Lesen und Schreiben hinausging. Vieles von ihrem Wissen eignete sie sich daher autodidaktisch in der Bibliothek ihrer Familie an. Sie las Geschichte, Philosophie, Geographie und Literatur. Ihr großes Interesse an Bildung und die Unterstützung ihrer Familie führten dazu, dass sie bereits im Alter von neun Jahren Gedichte schrieb. Nach einer Familienlegende las ihr Vater voller Stolz Judiths „bescheidene Gedichtversuche“ den Familienmitgliedern vor. Obwohl sie sich für genauso fähig hielt wie ihr Bruder, war ihre formale Bildung der seinen weit unterlegen.

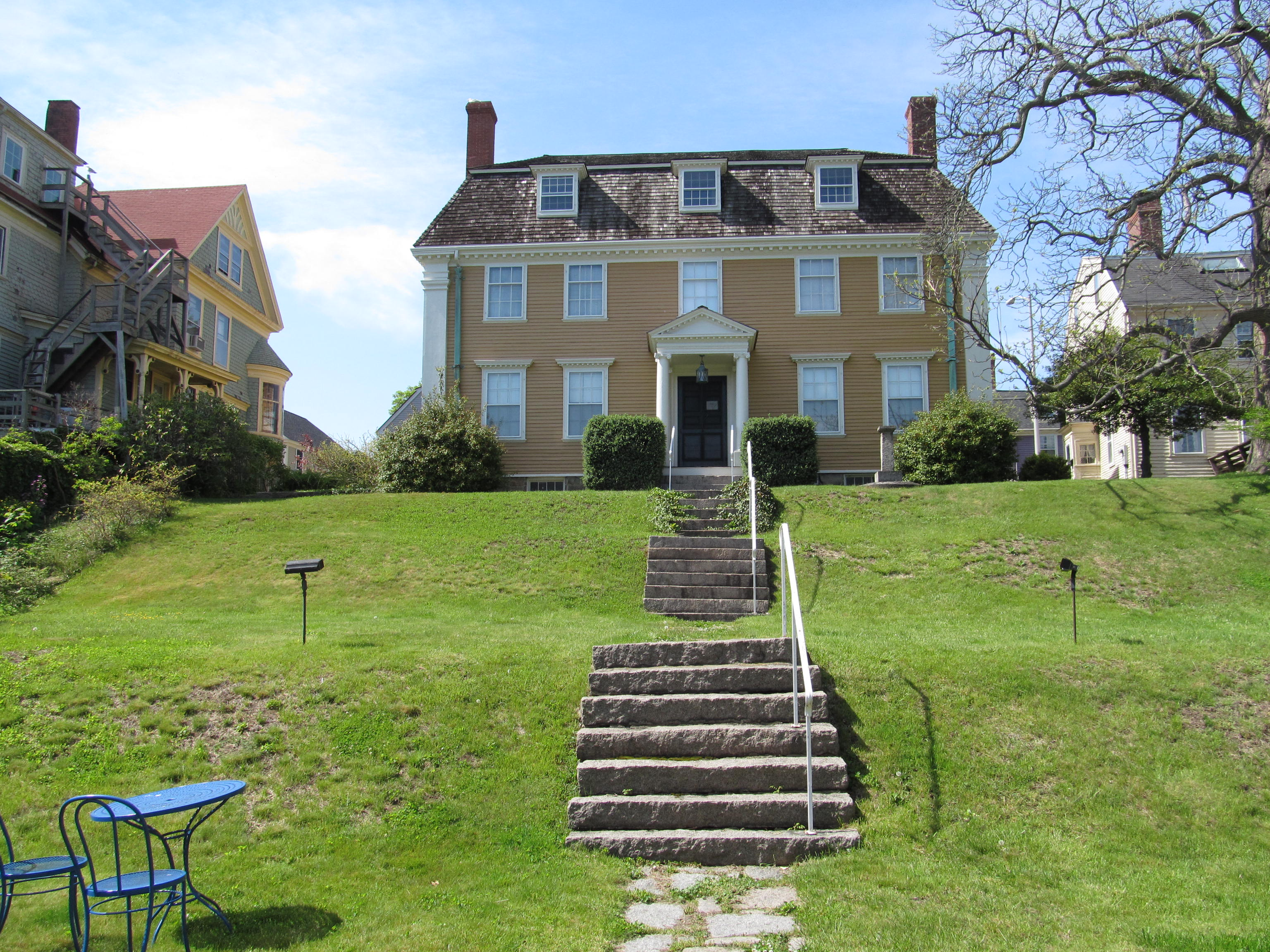
Sargent House in Gloucester, MA, 2012; Judith Sargent wohnte hier in beiden Ehen, heute beherbergt das Haus das Sargent House Museum.

Am 3. Oktober 1769, im Alter von achtzehn Jahren, heiratete Sargent John Stevens, einen Schiffskapitän und Händler. Sie lebten im Sargent House und hatten keine Kinder. Als England und die amerikanischen Kolonien in den Krieg zogen, unterstützte Judith die Trennung von England, trotz der wirtschaftlichen und familiären Bindungen ihrer Freunde und Familienmitglieder an Großbritannien.
Während Judith Sargent Stevens der Norm der Ehefrau und Mutter entsprach, entwickelte sie in ihren Gedichten die Möglichkeiten des Beitrags von Frauen zur amerikanischen Kultur. Im Jahr 1782 begann sie, für eine Veröffentlichung zu schreiben.  Da das Schifffahrtsgeschäft unter der Revolution litt, war Stevens bei deren Ende 1783 tief verschuldet, so dass Judith eine schriftstellerische Tätigkeit aufnahm und begann zu veröffentlichen, um ein Einkommen zu erzielen. Wie die meisten Frauen ihrer Zeit – und auch Männer, die ihre Identität verbergen wollten – benutzte sie ein Pseudonym, "Constantia". Ein paar ihrer Gedichte und ihr erster Essay wurde 1784 für das Gentleman and Lady's Town and Country Magazine in Boston veröffentlicht. Der Essay über Desultory Thoughts upon the Utility of Encouraging a Degree of Self-Complacency, Especially in Female Bosoms war ihr erstes Werk, in dem sie ihre feministischen Ideale formulierte: "I would, from the early dawn of reason address [my daughter] as a rational being" und "by all means guard [my daughters] against a low estimation of self."
Trotz ihrer Bemühungen musste John Stevens 1786 aus den Vereinigten Staaten fliehen, um dem Schuldnergefängnis zu entgehen. Er ging auf die Westindischen Inseln, wo er bald darauf starb. Zwei Jahre später, im Oktober 1788, heiratete sie Reverend John Murray. Judith behielt ihren Mädchennamen Sargent bei und unterzeichnete ihre Briefe mit "Judith Sargent Murray".
Das Ehepaar Murray hatte zwei gemeinsame Kinder, von denen eine Tochter, Julia Maria, das Säuglingsalter überlebte. Inspiriert auch von aufklärerischen Denkerinnen wie Mary Wollstonecraft, sorgte Sargent Murray dafür, dass ihre Tochter eine gute Ausbildung erhielt. Sie erzog ihre Tochter zunächst zu Hause, später ging sie auf eine Akademie. Während ihrer ersten Ehe hatte Judith zwei der verwaisten Nichten ihres ersten Mannes, Anna und Mary Plummer, adoptiert und kurzzeitig eine weitere junge Waise, mit der sie verwandt war, Polly Odell, bei sich aufgenommen. Während ihrer Jahre mit John Murray beaufsichtigte Judith die Erziehung von zwölf Kindern, darunter auch noch die Kinder ihrer Brüder und die von Freunden der Familie.
Murray förderte Sargent Murrays literarische Ambitionen, und sie wurde eine aktive Unterstützerin seiner Bemühungen, den Universalismus in der neuen Nation zu etablieren. Sie begleitete ihren Mann auf vielen seiner Predigtreisen nach New York, New Jersey und Pennsylvania. Das ermöglichte ihr, Kontakte zu knüpfen, Brieffreundschaften aufzunehmen und einflussreiche Personen wie zum Beispiel die beiden First Ladies Abigail Adams und Martha Washington zu treffen, die zu Unterstützern ihrer Arbeit als Autorin wurden. Adams bot ihr moralische und finanzielle Unterstützung an und erlaubte, dass Murrays Arbeit im The Gleaner erschien. 1802–1803 half Sargent Murray bei der Gründung einer Frauenakademie in Dorchester, Massachusetts.
1793 zog das Ehepaar von Gloucester nach Boston, wo sie die erste Universalistengemeinde der Stadt gründeten.
Das war kurz nachdem die Stadt 1792 ihr Verbot von Theateraufführungen aufgehoben hatte, und Sargent Murray widmete sich kurzzeitig dem Schreiben von Dramen. Die puritanische Grundstimmung schrieb Theateraufführungen korrumpierende Wirkung auf das Publikum zu. Sie verteidigte den künstlerischen und kulturellen Nutzen des Theaters:  Murray unterstützte das Theater, aber sie versuchte auch, es zu verändern: „The stage is undoubtedly a very powerful engine, in forming the opinion and manners of a people. It is not then of importance to supply the American Stage with American Scenes?“ Ihre Theaterstücke wurden trotzdem weniger gut aufgenommen als ihre Sachbücher, und sie veröffentlichte weiterhin ihre Ideen zur Gleichberechtigung der Frau in Essays und Zeitschriften.
Am Ende von John Murrays Leben half sie ihm, sein Buch Letters and Sketches of Sermons zu veröffentlichen. Sie bearbeitete, vervollständigte und veröffentlichte nach seinem Tod 1815 auch seine Autobiographie. Sargent Murray starb selbst in Natchez, Mississippi, am 9. Juni 1820 im Alter von neunundsechzig Jahren, auf der Bingaman-Plantage ihres Schwiegersohns Adam Bingaman.
Sie ist auf dem Bingaman-Familienfriedhof begraben, der 1978 von der Bingaman-Nachfahrin Grace MacNeil dem staatlichen archäologischen Park "Grand Village" gestiftet wurde. Ihre Tochter hat auf ihrem Grabstein eingraviert: „Dear spirit, the monumental stone can never speak thy worth.“ Julia Maria und deren Tochter Charlotte starben innerhalb weniger Jahre. Die Familienlinie endete innerhalb einer Generation und ließ keine direkten Nachkommen.

## Autorin
Judith Sargent Murray hatte ein breites Spektrum an literarischen Stilen. Sie schrieb nicht nur über hundert Essays, darunter 1790 dem bekanntesten Aufsatz "On the Equality of the Sexes", sondern veröffentlichte auch eine Reihe von Büchern, mehrere Gedichte und zwei komische Theaterstücke in den späten 1700er und frühen 1800er Jahren. Murray schrieb sowohl anonym wie unter Pseudonymen, darunter "Constantia", "The Reaper", "Honora Martesia" und, am bekanntesten, als männliche Person unter "Mr. Vigilius" oder "The Gleaner".
Murrays dreibändiges Werk mit Essays und Theaterstücken von 1798, das den Titel The Gleaner trägt, etabliert sie als Intellektuelle und Verfechterin der Gleichberechtigung, der Bildung und der wirtschaftlichen Unabhängigkeit von Frauen. Die Essays in "The Gleaner" setzten sich auch für die neue Republik ein, befassen sich mit Bürgersinn, Tugend und Philanthropie, verurteilen Krieg und Gewalt jeglicher Art und diskutieren den Universalismus. Das Buch wurde von so prominenten Persönlichkeiten wie George Washington, John Adams, Henry Knox und Mercy Otis Warren gekauft.
Im Alter von etwa dreiundzwanzig Jahren begann Sargent Murray, Kopien ihrer Korrespondenz anzufertigen. Diese zwanzig Letter Books enthalten etwa 2.500 Briefe und bilden eine der wenigen erhaltenen Sammlungen von Schriften von Frauen aus dieser Zeit der amerikanischen Geschichte.

### Rolle der Frau
Sargent Murray schrieb ihr Essay "On Equality of the Sexes" im Jahr 1779, veröffentlichte es aber erst im April 1790 in zwei Teilen in zwei verschiedenen Ausgaben des Massachusetts Magazine. Das Werk wurde als Murrays wichtigstes Werk angesehen. In diesem und anderen Aufsätzen argumentierte sie, dass Bildung Frauen in die Lage versetzen würde, ihre Familien zu unterstützen, wenn die Notwendigkeit dazu besteht, oder wirtschaftliche Unabhängigkeit zu erlangen, wenn sie sich dafür entscheiden, alleinstehend zu bleiben. Judith Sargent war eine überzeugte Verfechterin von besseren Bildungschancen für Frauen. Ihre Aufsätze waren wichtig für die „Republican Motherhood“-Bewegung, die von Abigail Adams und anderen weiblichen Unabhängigkeitsrevolutionären angeführt wurde und darauf abzielte, intelligente und tugendhafte Bürger hervorzubringen, die für den Erfolg der neuen Nation erforderlich wären. Sargent Murrays Hauptargument war, dass die Erziehung patriotischer Söhne – die zu Wählern werden sollten – größtenteils in den Händen der Mütter lag, was für den Erfolg des ersten Regierungsexperiments der Welt ohne einen Monarchen oder eine andere permanente Autorität von großer Bedeutung war. Sargent war insoweit eine feministische Pionierin und eine der ersten, die öffentlich die Gleichberechtigung der Frau in der neuen Nation forderte.

### Universalismus
Sargent Murray gehörte zu der Gruppe von Menschen in Gloucester, die unter der Leitung ihres Vaters, Winthrop Sargent, als erste den Universalismus annahmen. Universalistische Historiker betrachten Sargent Murrays Engagement für den Universalismus als einen der Gründe, warum in der universalistischen Kirche immer auch Frauen Führungsrollen innehatten, auch als Pfarrerinnen. Ihr für Kinder geschriebener Katechismus von 1782 gilt als die früheste Schrift einer amerikanischen Universalisten-Frau. Ihr Name war in den öffentlichen Dokumenten enthalten, die die Universalisten von Gloucester aus der dortigen calvinistischen First Parish (gemäß der Verfassung von Massachusetts) ausschlossen, weil sie sich weigerten, der Kirche beizutreten und Steuern zu zahlen. Die Universalisten brachten ihren Fall vor das Oberste Gericht von Massachusetts und gewannen das erste Urteil in Amerika für die Religionsfreiheit, d. h. das Recht, ihre eigene Kirche und ihren eigenen Pfarrer zu unterstützen und keine Steuern an die First Parish zu zahlen. Dieses Urteil hatte Auswirkungen auf religiöse Gruppen im ganzen Land.

## Nachleben
Sargent Murrays Schriften wurden erst spät tatsächlich wahrgenommen. Insbesondere wurden die Letter Books erst 1984 im Anwesen Arlington in Natchez durch Gordon Gibson, einen Pfarrer der ansässigen Kongregation des Unitarian Universalism, entdeckt und sind noch nicht alle editiert, aber auf Mikrofilm verfügbar. Ebenso gibt es noch keine vollständige Biographie; Sheila L. Skemps A Brief Biography with Documents enthält einen Einstieg. Ihr Beitrag und ihre Position im Rahmen des Prozesses zur Gleichstellung der Geschlechter ist Thema eine nicht abgeschlossene wissenschaftliche Diskussion.
Das von Alice S. Rossi herausgegebene Buch The Feminist Papers von 1974 beginnt mit Sargent Murrays On the Equality of the Sexes. David McCullough nahm einen von ihren Briefen in seine Biographie von John Adams auf. Cokie Roberts verwendete Sargent Murrays Briefe in Founding Mothers: The Women Who Raised Our Nation.
Judy Chicago widmete ihr eine Inschrift auf den dreieckigen Bodenfliesen des Heritage Floor ihrer 1974 bis 1979 entstandenen Installation The Dinner Party. Die mit dem Namen Judith Murray beschrifteten Porzellanfliesen sind dem Platz mit dem Gedeck für Anne Hutchinson zugeordnet.

## Werke (Auswahl)
Bücher
- Anonym publiziert: Some Deductions from the System Promulgated in the Page of Divine Revelation: Ranged in the Order and Form of a Catechism Intended as an Assistant to the Christian Parent or Teacher. John Trumbull, Norwich, MA 1782.
- Als Constantia publiziert: The gleaner : A miscellaneous production. I. Thomas and E.T. Andrews, Boston, MA 1798.
- Judith Sargent Murray (Hrsg.): Life of the Rev. John Murray. Munroe and Francis, Boston 1816.

Essays
- A Universalist Catechism, privat publiziert (1782)
- Desultory Thoughts upon the Utility of Encouraging a Degree of Self-Complacency, Especially in Female Bosoms, Gentleman and Lady's Town & Country Magazine (1784)
- On the Equality of the Sexes, Massachusetts Magazine (1790)
- On the Domestic Education of Children, Massachusetts Magazine (1790)
- The Gleaner, Massachusetts Magazine (1792–94)
- The Repository, Massachusetts Magazine (1792–94)
- The Reaper, Federal Orrery (1794)

Gedichte
- A Rebus (1803)
- An Hypothesis (1808)
- Apology for an Epilogue (1790)
- Lines Written while Rocking a Cradle (1802)
- Birth-day Invitation (1803)
- Lines Occasioned by the Death of an Infant (1790)
- Lines, Inscribed To An Amiable, And Affectionate Mother (1803)
- Expiring Amity (1803)
- Lines (1803)
- On Blending Spirit with Matter (1803)
- The Consolation (1790)
- Elegiack Lines (1790)
- Invocation To Hope (1789)

Theaterstücke
- The Medium, or, Happy Tea-Party; später umbenannt The Medium, or, Virtue Triumphant, Komödie (1795)
- The Traveller Returned (1796)
- The African, Drama (1805)